# Allocoelini
Allocoelini es una tribu de insectos, perteneeciente a la familia Chrysididae.
Contiene un único género Allocoelia que tiene las siguientes especies.

## Especies
- Allocoelia bidens Edney
- Allocoelia capensis (Smith)
- Allocoelia edneyi Kimsey
- Allocoelia glabra Edney
- Allocoelia latinota Edney
- Allocoelia minor Mocsáry
- Allocoelia mocsaryi (Brauns)
- Allocoelia quinquedens Edney
- Allocoelia trautmanni Brauns